# Lies Noor
Pour les articles homonymes, voir Noor.
Elisa Firmansjah Noor, dite Lies Noor (vers 1938 à Batavia (Indes néerlandaises) et morte le 14 mars 1961 à Djakarta), est une actrice indonésienne.
Après son apparition dans le film Pulang (en français : Retour à la maison), de 1952, réalisé par Basuki Effendy (id), Noor devient très populaire. En 1955, elle peut demander des honoraires de 10 000 roupies indonésiennes, pour ses apparitions au cinéma.
Elle cesse de jouer après avoir donné naissance à son premier enfant, puis revient au cinéma, en 1960, avec Pedjuang (en français : Guerriers pour la liberté). Elle meurt d'une encéphalite, en 1961, à l'âge de 23 ans et est enterrée au cimetière de Karet Bivak.

## Biographie
Lies Noor naît dans les Indes orientales néerlandaises. Dans une interview accordée au magazine Varia, elle déclare qu'elle vient d'une famille vieux jeu qui ne voulait pas qu'elle joue la comédie. Alors qu'elle était encore au lycée, à Jakarta, en 1952, Basuki Effendy lui demande de jouer dans son film Pulang. Pensant qu'elle pourrait prendre sa retraite immédiatement après, pour travailler, comme l'a fait son modèle Maria Ulfah Santoso, à l'amélioration de la société, Lies Noor accepte le rôle. Le film Pulang est acclamé et une critique, dans De Nieuwsgier, souligne que Lies Noor est vibrante et photogénique.
Lies Noor gagne rapidement en popularité, en Indonésie, pour son jeu d'actrice, et d'autres réalisateurs et producteurs lui proposent bientôt de jouer. Elle joue dans Rentjong dan Surat, en 1953, puis dans Kopral Djono, en 1954. Dans un article d'août 1954 pour le magazine Film Varia, Haznam Rahman décrit Noor comme un nouvel espoir pour le cinéma indonésien, ayant trouvé la plus grande place dans le cœur du public malgré sa courte filmographie. Il exprime l'espoir que son avenir serait brillant, et recommande qu'elle passe de Gabungan Artis Film (Association des artistes du cinéma, GAF) à un studio plus grand comme Persari ou Perfini (en).
C'est en 1955 que Lies Noor est la plus productive, puisqu'elle joue dans cinq films différents : Gagal (L’échec), Peristiwa Didanau Toba (L’incident du lac Toba), Sampai Berdjumpa Kembali (Jusqu'à ce que nous nous rencontrions à nouveau), Ibu dan Putri (La mère et la fille) et Oh, Ibuku (Oh, la mère). Elle a pu demander 10 000 roupies indonésiennes pour un film produit à Jakarta ou 12 500 roupies indonésiennes pour un film produit en dehors de la ville. Lorsqu'elle est approchée par Honey Motion Pictures pour Awan dan Tjemara (Nuages et Pins, 1955), elle refuse de prendre le rôle principal car on ne lui propose que 7 500 roupies indonésiennes ; le rôle va alors à une nouvelle venue, Triana.
En 1956, Lies Noor se rend à Hong Kong avec la délégation indonésienne au 3e Asia-Pacific Film Festival.
Cette année-là, elle joue dans trois films : Melati Sendja (Le jasmin du crépuscule), Peristiwa 10 Nopember (L'incident du 10 novembre) et Rajuan Alam (en) (L'appel de la nature). Ce dernier met en scène Noor aux côtés de Bambang Hermanto (id) dans le rôle d'un mari et d'une femme qui doivent faire face à la malaria. Pour Rajuan Alam, en 1957, Noor se rend à Tokyo, avec sa co-star, pour le 4e Festival du film d'Asie-Pacifique, où le film est en compétition, sous le titre A House, a Wife, a Singing Bird,.
Lies Noor épouse Firmansjah (également connu sous le nom de Dick Ninkeula), un employé de la société Produksi Film Negara qu'elle a rencontré sur le plateau de Pulang, au milieu des années 1950, peu après avoir obtenu son diplôme de fin d'études secondaires. Après la naissance de son fils, Rio, Lies Noor fait une pause dans sa carrière d'actrice. Elle explique à Varia, lors d'une interview en 1959, qu'elle a l'intention de se concentrer sur l'éducation de Rio jusqu'à ce qu'il soit assez âgé pour qu'elle reprenne le métier d'actrice.
Elle revient au cinéma dans le film Pedjuang (Guerriers pour la liberté) des années 1960, réalisé par Usmar Ismail qui suit un peloton de soldats indonésiens, pendant la révolution nationale indonésienne.
Elle tourne dans son dernier film, Pesan Ibu (Message de la mère), en 1961. Dans ce film, elle joue le rôle d'une jeune femme qui doit aider sa mère à subvenir aux besoins de sa famille après la mort de leur père.
Le 12 mars 1961, à l'âge de 23 ans, Lies Noor est admise à l'hôpital Cikini (en) de Jakarta et traitée pour une encéphalite. Elle décède deux jours plus tard et est enterrée le 15 mars au cimetière de Karet Bivak. Lors des funérailles, plusieurs personnalités du cinéma font son éloge, dont Malik Djamaluddin, Turino Djunaedy (id) et Basuki Effendy. Parmi les personnes en deuil se trouvaient Chitra Dewi (id), Sofia W. D., Bing Slamet (id) et Astaman (id).

## Filmographie

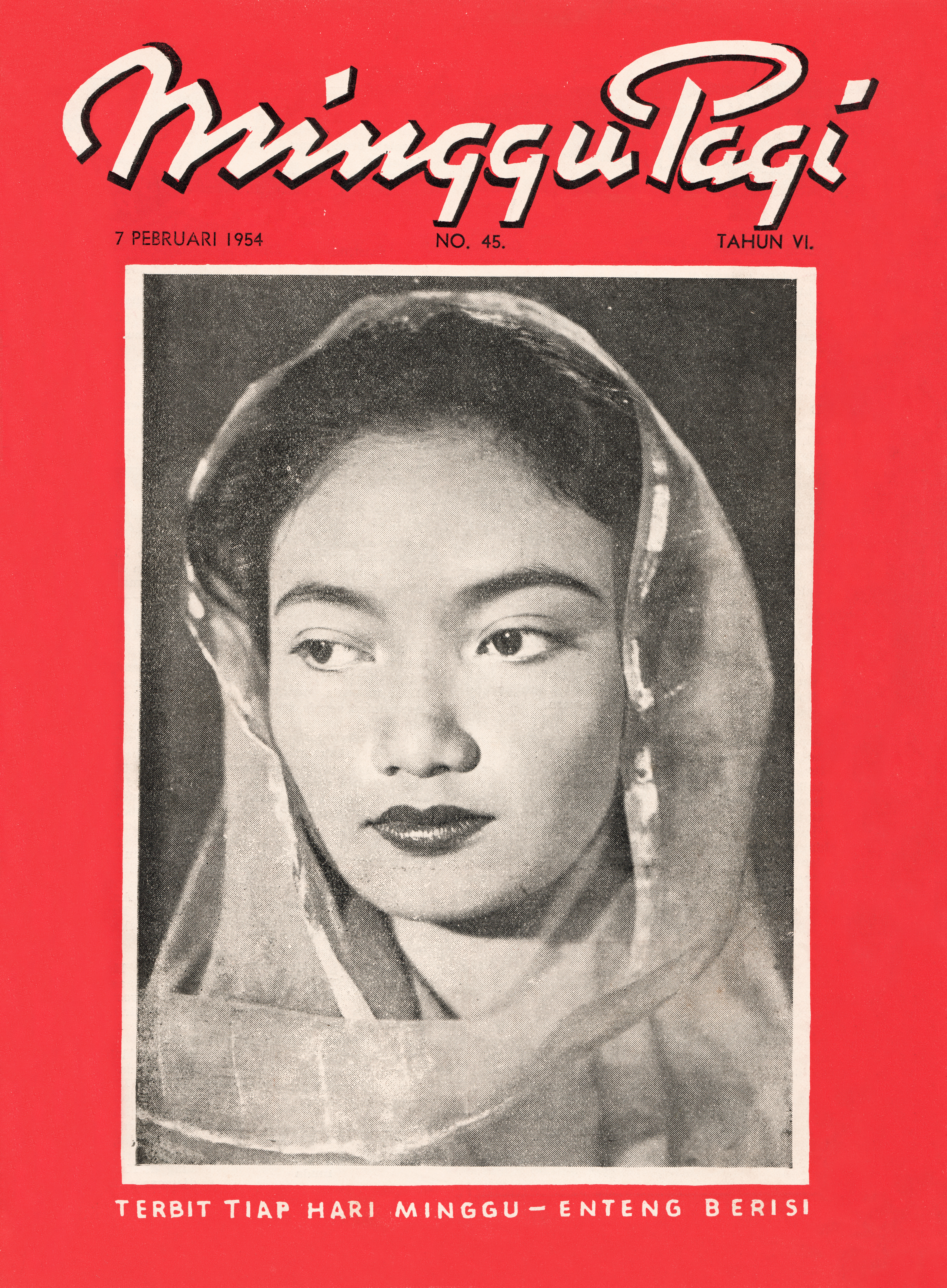
Lies Noor sur la couverture du magazine Minggu Pagi (1954).

- Pulang (1952)
- Rentjong dan Surat (id) (1953)
- Kopral Djono (1954)
- Gagal (1955)
- Peristiwa Didanau Toba (1955)
- Sampai Berdjumpa Kembali (1955)
- Ibu dan Putri (1955)
- Oh, Ibuku (1955)
- Rajuan Alam (en) (1956)
- Melati Sendja (1956)
- Peristiwa 10 Nopember (1956)
- Pedjuang (id) (1960)
- Pesan Ibu (1961)